# Arturo Bernal Bergua
Carlos Arturo Bernal Bergua (Málaga, 1966) es político y economista, actual Consejero de Turismo y Andalucía Exterior de la Junta de Andalucía. Adscrito al Partido Popular Andaluz. 

## Biografía
Licenciado en Ciencias Económicas y Empresariales por la Universidad de Málaga y Máster en Dirección de Empresas por el Instituto Internacional San Telmo. Ha trabajado en la empresa privada y también para la administración pública. Ha ejercido de profesor universitario para la Universidad de Málaga en el área de Economía y Administración de Empresas. Desde 2019 se convierte en consejero delegado de Extenda-Empresa Pública Andaluza de Promoción Exterior.
El 29  de julio de 2024 es nombrado Consejero de Turismo y Andalucía Exterior. Dentro de su ejercicio ha estado de acuerdo con la creación de tasas turísticas. Se ha posicionado a favor del turismo, que considera una importante fuente de riqueza para las ciudades y ha criticado los movimientos en contra del turismo masivo y sus efectos negativos.